# Scirrhia aspidiorum
Scirrhia aspidiorum är en svampart som först beskrevs av Marie Anne Libert, och fick sitt nu gällande namn av Bubák 1916. Enligt Catalogue of Life ingår Scirrhia aspidiorum i släktet Scirrhia, ordningen Capnodiales, klassen Dothideomycetes, divisionen sporsäcksvampar och riket svampar, men enligt Dyntaxa är tillhörigheten istället släktet Scirrhia, familjen Dothideaceae, ordningen Dothideales, klassen Dothideomycetes, divisionen sporsäcksvampar och riket svampar. Arten är reproducerande i Sverige. Inga underarter finns listade i Catalogue of Life.